# ویکرز جوکی ۱۵۱
ویکرز جوکی ۱۵۱ (به انگلیسی: Vickers_Jockey) یک هواگرد ملخ‌پیشین تک‌موتوره از نوع رهگیر ساخت شرکت Vickers Ltd. است. هواگرد ویکرز جوکی ۱۵۱ نخستین پروازش را در آوریل ۱۹۳۰ میلادی انجام داد. در مجموع، تعداد ۱ فروند از این هواگرد ساخته شده‌است.
طراح این هواگرد، Rex Pierson and J. Bewsher بود.